# Chacheng (socken i Kina, Jiangsu)
Chacheng (kinesiska: 垞城, 垞城街道) är en socken i Kina. Den ligger i provinsen Jiangsu, i den östra delen av landet, omkring 300 kilometer nordväst om provinshuvudstaden Nanjing. Antalet invånare är 2847. Befolkningen består av 1 339 kvinnor och 1 508 män. Barn under 15 år utgör 12,0 %, vuxna 15-64 år 81 %, och äldre över 65 år 6,0 %.
Genomsnittlig årsnederbörd är 961 millimeter. Den regnigaste månaden är juli, med i genomsnitt 205 mm nederbörd, och den torraste är januari, med 12 mm nederbörd.